# 田中八郎
田中 八郎（たなか はちろう、1939年3月9日 - 2010年12月17日）は、日本の実業家、馬主。
眼鏡の販売を展開するメガネスーパーの創業者であるほか、プロレス団体・SWSの設立者としても知られる。

## 経歴
1939年、東京都出身。法政大学社会学部を卒業する。1973年2月に有限会社ニュー湘南眼鏡を設立し眼鏡用品の小売を開始。1979年5月に有限会社セントラル商事を設立し代表取締役社長となり、翌1980年9月にセントラル商事を株式会社に組織変更。1987年5月に旧株式会社メガネスーパーの代表取締役社長となり、2000年1月にはセントラル商事が旧メガネスーパーおよび有限会社三栄商事を吸収合併、株式会社メガネスーパーに商号変更し田中は会長に就任。
1990年5月10日には、選手の育成には企業がバックに付いていたほうが良いという考えのもと、天龍源一郎をエースとしたプロレス団体・SWSを設立。しかし同団体は1992年6月には解散することとなる。
2010年12月17日、大動脈瘤破裂のため死去。翌日に愛馬ゴールデンダリアのレース観戦を控え、馬主席の手配のために電話した直後のことであったという。

## 略歴
- 1973年 - 2月、有限会社ニュー湘南眼鏡を設立、代表取締役に就任[2]。
- 1979年
  - 5月、有限会社セントラル商事を設立、代表取締役に就任[2]。
  - 6月、有限会社三栄商事を設立、代表取締役に就任[2]。
- 1980年 - 有限会社セントラル商事を株式会社セントラル商事へ組織変更、代表取締役に社長に就任[2][5]。
- 1987年 - 5月、旧株式会社メガネスーパー代表取締役社長に就任[2]。
- 1997年 - 7月、旧株式会社メガネスーパー代表取締役会長に就任[2]。
- 2000年 - 1月、株式会社セントラル商事が旧株式会社メガネスーパーおよび有限会社三栄商事を吸収合併し株式会社メガネスーパーに商号変更[5]。同社代表取締役会長に就任[2]。
- 2001年 - 6月、株式会社グッド・アイを設立、代表取締役に就任。
- 2002年 - 1月、株式会社グッド・アイを株式会社ハッチに商号変更[5]、代表取締役社長に就任[2]。
- 2006年 - 7月、株式会社メガネスーパー取締役会長に就任[2]。

## 馬主活動と主な所有馬

田中の勝負服

妻の由子とともに、日本中央競馬会（JRA）および地方競馬全国協会（NAR）に登録する馬主として知られた。勝負服の柄は紫、黒袖で、冠名には「サムソン」を用いた。オーナーブリーダーでもあり、本来は農地とするために購入した北海道の牧場に繁殖牝馬がいたことから「サムソン牧場」として競走馬生産を始めた。

### 主な所有馬
- ゴールデンダリア（2010年新潟大賞典）
- ビッグプラネット（有限会社ビッグより名義変更。前名義時に2006年京都金杯優勝）